# 겨울, 바다
《겨울, 바다》는 2014년에 제작한 한국의 단편 영화이다.

## 줄거리
외진 바닷가 마을의 소년 ‘동’은 해변에 쓰러져 있던 여인 해진을 보살펴 주고 보내는 발걸음이 무겁기 그지없다.

## 캐스팅
- 임성언 - 해진 역
- 김명준 - 동 역
- 천신남 - 택시기사 역